# ISO 3166-2:DE
ISO 3166-2:DEé o subconjunto da Organização Internacional para Padronização (ISO), código de região sub-nacional padrão ISO 3166-2, para as principais subdivisões da Alemanha.
Atualmente, o ISO 3166-2 define os códigos dos 16 estados alemães.
Os códigos consistem em duas partes separados por hífen. A primeira parte é DE, o código da Alemanha no ISO 3166-1 alfa-2, e a segunda parte é um código de dois dígitos. Os códigos de Bremen (DE-HB) e Hamburgo (DE-HH) são baseados em seus nomes oficiais, Freie und Hansestadt Bremen (em português: Cidade Livre e Hanseática de Bremen) e Freie und Hansestadt Hamburg (em português: Cidade Livre e Hanseática de Hamburgo) respectivamente.

## Códigos atuais
Códigos ISO 3166 e nomes de subdivisões são listados como publicado pela Maintenance Agency (ISO 3166/MA). As colunas podem ser classificadas clicando nos respectivos botões.
| Código | Nome do estado (pt)             | Nome do estado (de)    |
| ------ | ------------------------------- | ---------------------- |
| DE-BW  | Baden-Württemberg               | Baden-Württemberg      |
| DE-BY  | Baviera                         | Bayern                 |
| DE-BE  | Berlim                          | Berlin                 |
| DE-BB  | Brandemburgo                    | Brandenburg            |
| DE-HB  | Bremen                          | Bremen                 |
| DE-HH  | Hamburgo                        | Hamburg                |
| DE-HE  | Hesse                           | Hassen                 |
| DE-MV  | Meclemburgo-Pomerânia Ocidental | Mecklenburg-Vorpommern |
| DE-NI  | Baixa Saxônia                   | Niedersachsen          |
| DE-NW  | Renânia do Norte-Vestfália      | Nordrhein-Westfalen    |
| DE-RP  | Renânia-Palatinado              | Rheinland-Pfalz        |
| DE-SL  | Sarre                           | Saarland               |
| DE-SN  | Saxônia                         | Sachsen                |
| DE-ST  | Saxônia-Anhalt                  | Sachsen-Anhalt         |
| DE-SH  | Schleswig-Holstein              | Schleswig-Holstein     |
| DE-TH  | Turíngia                        | Thüringen              |

Mapa da Alemanha com os códigos de cada estado apenas com a segunda parte dos códigos ISO 3166-2.

As abreviaturas mais óbvias para Baixa Saxônia (DE-NS) e para Saxônia ou Saxônia-Anhalt (DE-SA ou DE-SS) foram propositalmente excluídas a fim de evitar possíveis associações com o nazismo ("Nationalsozialismus", "Sturmabteilung", "Schutzstaffel"), entretanto "HH", que também está associada a frase "Heil Hitler", já havia sido utilizada anteriormente em placas de carro de Hamburgo.